# Potamilus inflatus
Potamilus inflatus е вид мида от семейство Unionidae. Видът е застрашен от изчезване.

## Разпространение
Разпространен е в САЩ.